# Pfarrkirche Rohrbach an der Lafnitz

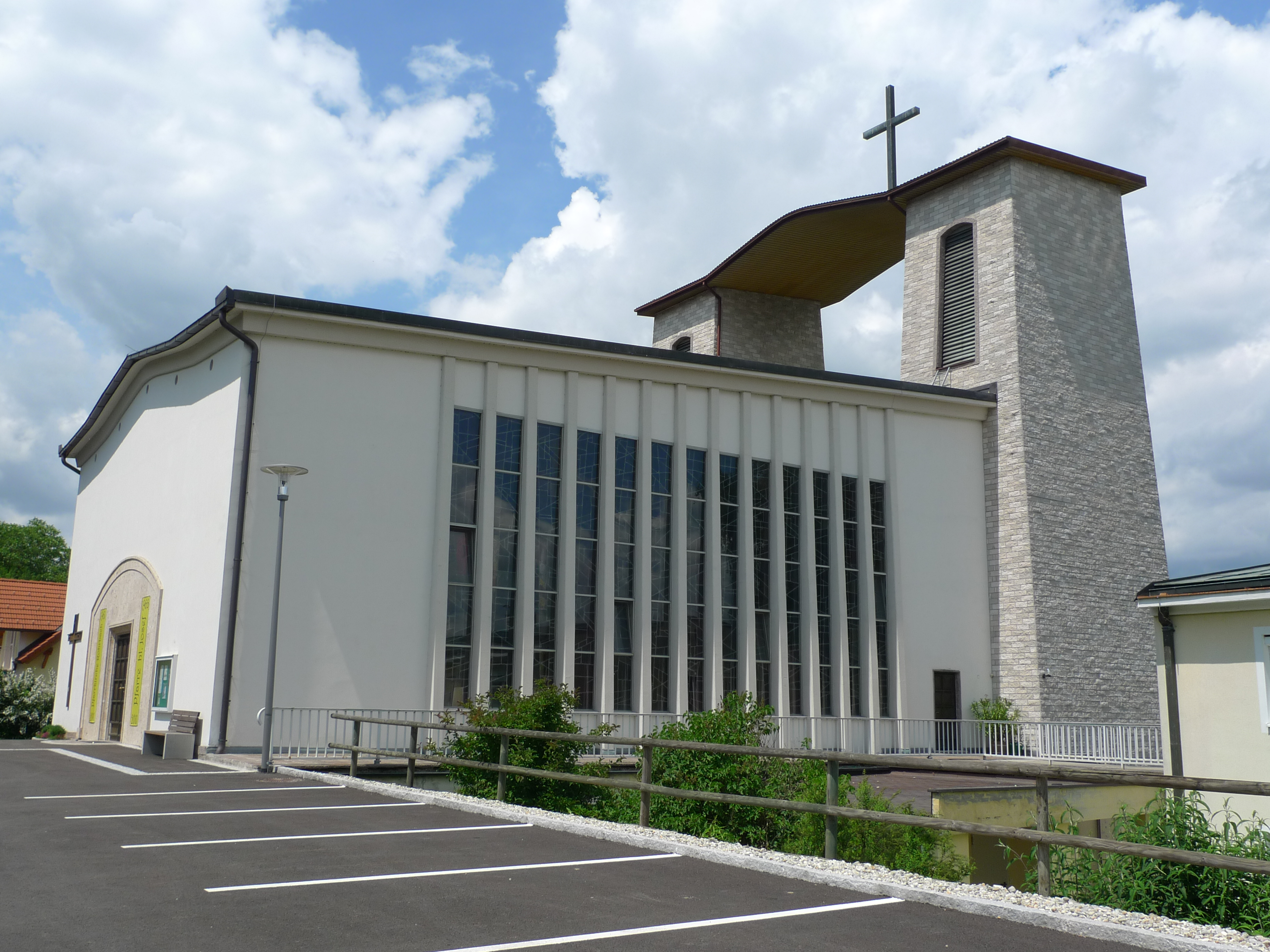
Pfarrkirche hl. Josef der Arbeiter

Die römisch-katholische Pfarrkirche Rohrbach an der Lafnitz steht auf einem Hang im Ort Rohrbach an der Lafnitz in der Gemeinde Rohrbach an der Lafnitz in der Steiermark. Die Pfarrkirche hl. Josef der Arbeiter gehört zum Dekanat Hartberg in der Diözese Graz-Seckau. Die Kirche steht unter Denkmalschutz (Listeneintrag).

## Geschichte
Die Kirche wurde von 1959 bis 1961 nach den Plänen des Architekten und Denkmalpflegers Eberhardt Jäger (1921–2009) erbaut und 1966 zur Pfarrkirche erhoben.

## Architektur

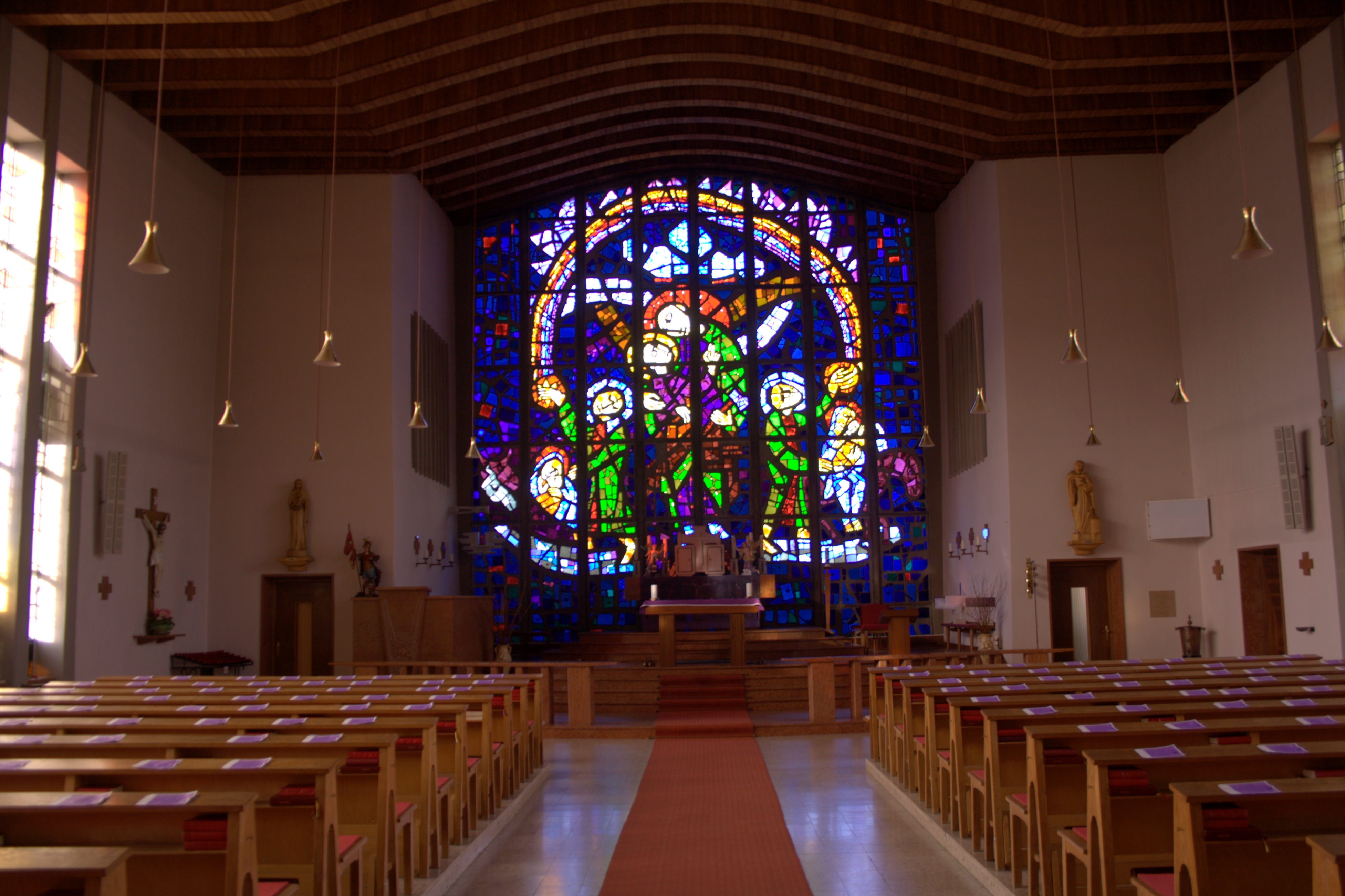
Langhaus zum Altarraum

Der große Saalraum mit einer Holzdecke hat an den Längsseiten farbige Verglasungen zwischen den Betonstreben. Im eingezogenen Altarraum ist zwischen den zwei Osttürmen als vollflächiges Wandbild das dreiteilige farbige Betonglasfenster Josef mit Jesuskind, Geburt Jesu und Flucht nach Ägypten der Künstlerin Margret Bilger eingebaut. Im Untergeschoß der Kirche befindet sich ein Pfarrsaal.